# Brachiaria burmanica
Brachiaria burmanica är en gräsart som beskrevs av Norman Loftus Bor. Brachiaria burmanica ingår i släktet Brachiaria och familjen gräs.
Artens utbredningsområde är Burma. Inga underarter finns listade i Catalogue of Life.